# Mesonemurus sibiricus
Mesonemurus sibiricus är en insektsart som först beskrevs av Luisa Eugenia Navas 1924.  Mesonemurus sibiricus ingår i släktet Mesonemurus och familjen myrlejonsländor. Inga underarter finns listade i Catalogue of Life.